# Stenosi duodenale
La  stenosi duodenale è una forma di stenosi (restringimento) tipica dell'apparato gastrointestinale, ed è una complicanza della sindrome di Down.

## Epidemiologia
La sua incidenza è meno frequente rispetto all'atresia duodenale, di cui deve essere differenziata tramite esami diagnostici essendo le due patologie simili come sintomi.

## Terapia
La terapia è strettamente di tipo chirurgico.